# Operatie Thruster
Operatie Thruster was de codenaam voor een mogelijke geallieerde aanval op de Azoren.

## Geschiedenis
De geallieerden hielden lang rekening met een Duitse aanval op de Portugese eilandengroep en besloten plannen te maken voor een eventuele tegenaanval op de Azoren. Mochten de Duitsers erin slagen de Azoren te bezetten, dan zou een speciaal getrainde eenheid het Duitse garnizoen op de eilanden aanvallen. Het plan werd in 1942 gemaakt, maar werd nooit tot uitvoering gebracht doordat de Duitsers nimmer een poging deden de Azoren te bezetten.